# Hydnophytum brachycladum
Hydnophytum brachycladum är en måreväxtart som beskrevs av Elmer Drew Merrill. Hydnophytum brachycladum ingår i släktet Hydnophytum och familjen måreväxter. Inga underarter finns listade i Catalogue of Life.